# Морача (племе)
Горња и Доња Морача су племе у историјској области Брда, у данашњој Црној Гори. Представљају једно од седам брдских племена. Обухватају највећи дио регије Морача са Ровцима и Колашином. Морачани се називају и Богићевцима, насљедницима Богића Морачанина. У племенској области се налази и Манастир Морача, један од најзначајнијих српских средњовјековних споменика. Дијели се на Горњу и Доњу Морачу. Граничи се, на истоку, са Васојевићима, Кучима и Братоножићима; на западу, са Ровцима; а на северозападу, са Ускоцима.

## Историја
Племе Морача се формирало на подручју средњовјековне жупе Мораче, која је обухватала сав горњи ток ријеке Мораче, а према Љетопису попа Дукљанина спадала је у област звану Подгорје. Од краја 12. до средине 14. вијека, Морачка жупа је била у саставу државе Немањића, односно средњовјековне Краљевине Србије и потоњег Српског царства. Ту је 1252. године подигнут знаменити манастир Морача, који је био и важна станица на трговачком путу од Оногошта до Брскова.
Током друге половине 14. и прве половине 15. вијека, у вријеме стварања удеоних феудалних области, Морача се нашла на размеђи држава Балшића, Бранковића, Лазаревића и Косача. Област је потпала под турску власт средином 15. вијека, тако да никада није припадала држави Црнојевића.
Сматра се да је Богић Морачанин у Морачу дошао у 15. вијеку, а тамо је затекао нека братства која су се почела касније изјашњавати као морачка. Нешто касније у 15. и 16. вијеку Морачани су морали да се бране од налета Турака који су заузели већи дио колашинског среза. Иако су у турском дефтеру (земљишна књига) из 1477. године уписани као два засебна племена, са по 52 (Горња) и 69 (Доња) кућа, до формирања јединственог племена, дошло је услед тежње у истој географској области, као и потребе за заједништвом. Тако је манастир Морача постао место окупљања Морачана, али и околних брдских племена племена, нарочито као мјесто у коме је тињао отпор против ширења ислама и учвршћивања турске власти.
Морачани су учествовали крајем 16. века у устанку војводе Грдана, 1647. у устанку морачког војводе Богића, борбама Петра I Петровића Његоша, вођеним од 1789. до 1796. године. У време Петра II Петровића Његоша, Морачка села, њих 18, имала су 383 куће, са 1150 пушака. Под Турцима Морачани су се често селили и у друге крајеве, па их данас има и у Мојковцу, Беранама, Бијелом Пољу, Андријевици, али и у Србији (Златибор, Пријепоље, Прибој, Ужице). Такође, били су укључени и у неке племенске сукобе, који су настајали у Брдима због недостатка хране, а потом је долазило и до крвних освета. 1878. године, након Берлинског конгреса, Морачани ће ући у састав државе Црне Горе, која је тада избацила назив Брда из имена државе. Колашин је ослобођен 4. октобра 1878. године у 11х и 30мин.

## Познате личности
- Амфилохије Радовић
- Михаило Миша Јанкетић
- Патријарх српски Гаврило Дожић
- Павле Вујисић
- Комнен Бећировић
- Секула Дрљевић
- Академик Миро Вуксановић
- Игор Ракочевић
- Данијел Фуртула
- Андрија Милошевић